# Simon Birch
Simon Birch ist eine filmische Tragikomödie aus dem Jahr 1998, die auf dem Roman Owen Meany (A Prayer for Owen Meany) des amerikanischen Schriftstellers John Irving basiert. Der Film lief in Deutschland manchmal auch unter den Titeln Über Gürteltiere, Simon und mich oder Simon Birch – Ein kleiner Held und sein außergewöhnliches Schicksal und Simon Birch – Kleiner Held ganz groß!

## Handlung
Der Film beginnt 1964. Simon Birch ist ein kleinwüchsiger Junge, der von seiner Umgebung, darunter auch von seinen Eltern, nicht ernst genommen wird. Er wird verspottet und herumgestoßen. Dennoch ist er der festen Überzeugung, dass Gott ihn so gemacht habe, wie er ist, damit er eines Tages eine Heldentat vollbringe.
Nur in Joe Wenteworth, einem introvertierten Nachbarsjungen findet Simon einen Freund, mit dem er durch die Wälder streifen und Abenteuer erleben kann. Die Identität Joes Vaters kennt nur Rebecca, seine Mutter, die sie aber nie preisgibt.
Eines Tages trifft Simon beim Baseballspiel den Ball, der dann Joes Mutter Rebecca trifft, die dadurch stirbt. Die beiden Jungen beginnen daraufhin, das Leben zu hinterfragen, und einen Sinn darin zu entdecken.
Zusammen machen sie sich unter anderem auf die Suche nach Joes Vater. Erst im Laufe der Zeit erkennen die beiden, dass es Schicksal war, dass sie Freunde wurden. Am Ende wird ihre Freundschaft auf eine harte Probe gestellt, als Simon bei der Rettung von Pfadfinderkindern sein Leben verliert, aber seine Bestimmung erfüllt.

## Hintergrundinformationen
Gedreht mit einem Budget von 20 Millionen US-Dollar an Schauplätzen in Kanada, versucht der Film zu vermitteln, dass nicht die Körpergröße wichtig ist, um ein Held zu sein, sondern dass innere Kraft und Größe nötig ist, um vieles bewirken zu können. Auch werden Themen wie Schicksal, Toleranz oder Gleichberechtigung behandelt.
Eine ähnliche Story haben auch der amerikanische Spielfilm The Mighty – Gemeinsam sind sie stark und der deutsche Film Die Blechtrommel.
Die Rolle von Joes Mutter, die im Film Ashley Judd übernahm, hätte zunächst Sandra Bullock verkörpern sollen.

## Kritiken
Cinema bezeichnete den Film als „anrührend mit liebenswerten Figuren“ und als „bittersüße Außenseiter-Story“. Prisma schrieb, „Regisseur und Drehbuchautor Mark Steven Johnson inszenierte […] ein wunderbares Drama, das den Zuschauer in ein Wechselbad der Gefühle taucht und eindrucksvoll einiges über Toleranz, Freundschaft und Jugenderinnerung zu erzählen weiß.“.
Der Filmdienst urteilt: „Ein Film von rührseliger Künstlichkeit, der den subtilen schwarzen Humor der Vorlage vergröbert und einmal mehr Zeugnis davon ablegt, wie schwer sich Hollywood tut, mit dem Thema Tod umzugehen“

## Filmpreise
Auszeichnungen
- Ein Critics’ Choice Movie Award (bester Jungdarsteller: Ian Michael Smith)
- Ein YoungStar Award (bester jugendlicher Hauptdarsteller: Joseph Mazzello)

Nominierung
- Drei mal Young Artist Award
  - Bester Familienfilm
  - Bester Hauptdarsteller in einem Spielfilm: Joseph Mazzello
  - Bester Hauptdarsteller in einem Spielfilm: Ian Michael Smith